# Bandera de Macau

Proposta de bandera colonial de Macau

La bandera de Macau és de color verd amb una flor de lotus al centre, sobre la silueta del pont del governador Nobre de Carvalho i el mar, tot de color blanc, sota un arc de cinc estrelles de cinc puntes de color groc; l'estrella central és més gran que la resta, com a la bandera de la Xina.

## Història
La bandera que es va seleccionar per representar Macau després que s'incorporés a la República Popular de la Xina fou dissenyada per Xiao Hong, professor d'art de la Universitat de Henan, que es va inspirar a través d'una guia de viatge de Macau de 600 paraules. El disseny de Xiao Hong va ser l'escollit de més de mil propostes presentades al concurs d'idees per al disseny de la nova bandera, el 1993.
El 19 de novembre de 1999 es va arriar la bandera de Portugal de Macau, fins llavors la metròpoli, i es va hissar la bandera de la Xina. Un dia més tard es va adoptar la nova bandera per tal de representar la Região Administrativa Especial de Macau da República Popular da China.